# 東京五人男
『東京五人男』（とうきょうごにんおとこ）は、1945年に製作された斎藤寅次郎監督の日本映画。モノクロ、スタンダード、検閲認証番号:23。 
冒頭の蒸気機関車は、特殊技術の円谷英二によるミニチュア特撮で表現された。円谷は、本作品では本名の「円谷英一」名義で参加しており、戦意高揚映画に貢献していたためCIEの追求を逃れる意図があったものと見られている。

## キャスト
以下の出演者名と役名は特に記載がない限りKINENOTEに従った。
- 横山エンタツ(吉本興業) - 横山辰五郎
- 花菱アチャコ(吉本興業) - 藤木阿茶吉
- 古川緑波 - 古川六郎
- 柳家権太楼 - 北村達兵衛
- 石田一松(吉本興業) - 石田松男
- 戸田春子 - 石田の女房お末
- 田中筆子 - 藤木の女房お邦
- 飯田ふさ江 - 配給所に勤める娘初江
- 小高ツトム - 古川の子供一郎
- 鳥羽陽之助 - 軍需工場の社長
- 石田守衛(ロッパ一座) - 食糧配給所の所長
- 永井柳太郎 - 国民酒場の主人
- 高勢實乗 - 無愛想な百姓
- 高堂國典 - 善良な百姓 [4]
- 登山晴子 - 百姓の娘
- 豊原みのり - 百姓の娘
- 光一 - 人相の悪い暴力団
- 谷三平 - 人相の悪い暴力団
- 江藤勇 - 髭の生えた検査員
- 原文雄 - 窓口の係りの男
- 藤間房子 - 耳の遠い老婆
- 田邊よね子 - 子沢山の主婦
- 山田長政 - 医者
- 松川彩子 - 看護婦
- 大庭六郎(ロッパ一座) - 校長
- 森川君子(ロッパ一座) - 配給所長の妻 [4]

## スタッフ
- 監督 - 斎藤寅次郎[2][1]
- 製作 - 本木莊二郎 [2][1]
- 製作主任 - 藤原杉雄[4]
- 原作 - 本木莊二郎 [2]
- 脚本 - 山下与志一[2][1]
- 撮影 - 友成達雄[2][1]
- 音楽 - 鈴木静一[5][1]
- 演奏 - 東宝映画管弦楽団[5]
- 美術 - 北辰雄[2][1]
- 調音 - 樋口智久[4]
- 録音 - 高畠武康[2][注釈 1]
- 照明 - 田畑正一[2][1]
- 編集 - 後藤敏男[5]
- 現像 - 西川悦二[4]
- 特殊技術 - 円谷英一[5][1]